# Bilira obesa
Bilira obesa là một loài tò vò trong họ Ichneumonidae.